# Desmodilliscus braueri
Desmodilliscus braueri és una espècie de mamífer rosegador de la família dels múrids. Viu a Burkina Faso, el Camerun, Mali, Mauritània, el Níger, Nigèria, el Senegal i el Sudan. El seu hàbitat natural són les sabanes amb matolls dispersos i sòl dur (sovint grava). És una espècie en risc mínim, és a dir, no sembla que hi hagi cap amenaça significativa per a la seva supervivència.
L'espècie fou anomenada en honor del zoòleg alemany August Bernhard Brauer.